# Jersson Vásquez
Jersson Vásquez Shapiama (Lima, 5 de marzo de 1986) es un futbolista peruano. Juega de lateral izquierdo y su equipo actual es Deportivo Moquegua de la Liga 2 de Perú.

## Trayectoria

### Sporting Cristal
Formado en las divisiones inferiores de Sporting Cristal club al que llegó en 1999 a los 13 años y en 2003 fue promovido al equipo filial en Segunda División. 
En el año 2004 fue ascendido al equipo principal cuando lo dirigía Wilmar Valencia, luego fue dirigido por Edgardo Bauza. Fue campeón del Torneo Clausura 2005 y del torneo 2005 bajo el mando de José Guillermo del Solar. Fue parte del equipo celeste que jugó la Copa Libertadores 2005 y la Copa Libertadores 2006.
Llegó al Total Clean por seis meses donde colectivamente le fue mal. La segunda parte del año 2007 llegó al Unión Huaral para jugar la Segunda División del Perú. Ese semestre le fue mal ya que descendió a la Copa Perú 2008. En 2008 fue fichado por José Gálvez de Chimbote donde peleó el puesto con Jair Yglesias quien se lesionó y le dio más oportunidades a Jersson.
En el año 2009 le fue bien bajo el mando de Víctor Genes, jugó 30 partidos y anotó 2 goles. Luego de un par de destacados años en José Gálvez partió como refuerzo a Juan Aurich para la Copa Libertadores 2010 alternando con Nelinho Quina en el sector izquierdo, jugando 22 partidos.
A finales de 2010 logró clasificar a la Copa Sudamericana 2011. Luego de no tener espacio en Juan Aurich, se marchó al Unión Comercio para pelearle el puesto a Jairo Talledo y Miguel Trauco. Jugó solo 4 partidos y logró clasificar a la Copa Sudamericana 2012 bajo el mando de Julio César Uribe. Debido a sus buenas actuaciones realizadas en Chimbote, volvió al recién ascendido José Gálvez. Aquel año al equipo le fue irregular sin destacar en el campeonato local, Jersson jugó 38 partidos y anotó 3 goles.
En el año 2013 fue su mejor año futbolístico luego de anotar 14 goles en 37 partidos. Llegó a la Universidad de San Martín por pedido de Julio César Uribe, jugando así 30 partidos y anotando 2 goles en su primer año.
En 2016 fue fichado por Deportivo Municipal para el Campeonato Descentralizado 2016 y Copa Sudamericana 2016 en la cual fueron eliminados por Atlético Nacional.

### Universitario de Deportes
Al año siguiente fue fichado por Universitario de Deportes en reemplazo de Miguel Trauco quién se marchó a Flamengo. Ha tenido grandes actuaciones con el club merengue, a pesar de no ser hincha del club, se ha ganado el respeto de la hinchada llegando incluso a ser capitán del equipo. En diciembre del 2018 se confirma su renovación hasta finales del 2019, teniendo una gran temporada y logrando salvarse del descenso. A finales del 2019 se anuncia que no le renovarían su contrato. En sus 3 temporadas con el club anotó 15 goles. Con la llegada de Jean Ferrari, se apostó por Ivan Santillán como nuevo lateral izquierdo. En diciembre de 2019 se confirmó que no seguiría en la institución crema.

### Universidad César Vallejo
El 18 de diciembre de 2019 se confirma su fichaje por la Universidad César Vallejo CF, realizó una gran temporada y clasificó a la Copa Libertadores 2021.

## Clubes
| Club                      | País | Año              | Goles | Asist. |
| ------------------------- | ---- | ---------------- | ----- | ------ |
| Sporting Cristal "B"      | Perú | 2003             | -     | -      |
| Sporting Cristal          | Perú | 2004 - 2006      | -     | -      |
| Total Clean               | Perú | 2007             | -     | -      |
| Unión Huaral              | Perú | 2007             | -     | -      |
| José Gálvez               | Perú | 2008 - 2009      | 2     | -      |
| Juan Aurich               | Perú | 2010 - 2011      | 0     | -      |
| Unión Comercio            | Perú | 2011             | 0     | -      |
| José Gálvez               | Perú | 2012 - 2013      | 17    | -      |
| Universidad de San Martín | Perú | 2014 - 2015      | 5     | -      |
| Deportivo Municipal       | Perú | 2016             | 1     | -      |
| Universitario de Deportes | Perú | 2017 - 2019      | 15    | 12     |
| Universidad César Vallejo | Perú | 2020 - 2023      | 7     | 14     |
| Juan Pablo II             | Perú | 2024             | 0     | 0      |
| Deportivo Moquegua        | Perú | 2024- Actualidad | 0     | 0      |

## Palmarés

### Campeonatos cortos y nacionales
| Título                    | Club             | País | Año  |
| ------------------------- | ---------------- | ---- | ---- |
| Torneo Clausura           | Sporting Cristal | Perú | 2004 |
| Torneo Clausura           | Sporting Cristal | Perú | 2005 |
| Primera División del Perú | Sporting Cristal | Perú | 2005 |
| Primera División del Perú | Juan Aurich      | Perú | 2011 |
| Copa Federación           | José Gálvez      | Perú | 2012 |

### Distinciones individuales
| Distinción                                                                                         | Año  |
| -------------------------------------------------------------------------------------------------- | ---- |
| Incluido en el equipo ideal del Torneo Apertura de Perú según el portal periodístico DeChalaca.com | 2018 |
| Preseleccionado como defensa en el mejor once del Campeonato Descentralizado según la SAFAP        | 2018 |
| Preseleccionado como defensa en el mejor once de la Liga 1 según la SAFAP                          | 2019 |
| Máximo asistidor de la Fase 1 de la Liga 1                                                         | 2021 |